# Poimenski seznam evroposlancev iz Litve
Poimenski seznam evroposlancev iz Litve'.

## Seznam
| Ime                      | Stranka                                                | Mandat(i) |
| Laima Liucija Andrikienė | Evropska ljudska stranka - Evropski demokrati          | 2004-2009 |
| Šarūnas Birutis          | Skupina zavezništva liberalcev in demokratov za Evropo | 2004-2009 |
| Danutė Budreikaitė       | Skupina zavezništva liberalcev in demokratov za Evropo | 2004-2009 |
| Arūnas Degutis           | Skupina zavezništva liberalcev in demokratov za Evropo | 2004-2009 |
| Jolanta Dičkutė          | Skupina zavezništva liberalcev in demokratov za Evropo | 2004-2009 |
| Gintaras Didžiokas       | Zveza za Evropo narodov                                | 2004-2009 |
| Eugenijus Gentvilas      | Skupina zavezništva liberalcev in demokratov za Evropo | 2004-2009 |
| Ona Juknevičienė         | Skupina zavezništva liberalcev in demokratov za Evropo | 2004-2009 |
| Vytautas Landsbergis     | Evropska ljudska stranka - Evropski demokrati          | 2004-2009 |
| Justas Vincas Paleckis   | Stranka evropskih socialistov                          | 2004-2009 |
| Rolandas Pavilionis      | Zveza za Evropo narodov                                | 2004-2009 |
| Aloyzas Sakalas          | Stranka evropskih socialistov                          | 2004-2009 |
| Margarita Starkevičiūtė  | Skupina zavezništva liberalcev in demokratov za Evropo | 2004-2009 |